# Fehérkoronás csér
A fehérkoronás csér (Sterna trudeaui) a madarak osztályának lilealakúak (Charadriiformes) rendjébe, ezen belül a csérfélék (Sternidae) családjába tartozó faj.
A magyar név forrással nincs megerősítve.

## Előfordulása
Argentína, Brazília, Uruguay, Chile és Peru területén honos. Kóborlásai során eljut a Falkland-szigetekre és Paraguayba is.
Tengerpartok és mocsarak lakója.

## Megjelenése
Átlagos testhossza 33 centiméter. A feje fehér, fekete szemsávját kivéve. Tollazata világosszürke.

## Életmódja
Halakkal táplálkozik, melyet zuhanó repüléssel a vízbe vetődve fog meg. Keskeny szárnya és villás farka ideális repülővé teszi.

## Szaporodása
Nagy telepekben költ.